# Friedrich-Karl Sandmann
Friedrich-Karl Sandmann (* 2. Juli 1948) ist ein deutscher Verleger.

## Leben
Sandmann studierte Betriebswirtschaftslehre und arbeitete zehn Jahre bei der Dr. Oetker GmbH, zuletzt als Marketingleiter. 1984 gründete er gemeinsam mit dem Fotografen Arnold Zabert den Zabert Sandmann Verlag. Nach mehreren Umstrukturierungen verkaufte er seine Anteile 2014  an die Edel SE.
Sandmann führte das Prinzip der schrittweisen Bebilderung der Kochrezepte in die Kochbücher ein und wurde damit zu einem der wichtigsten Vermittler des Kochens. Gemeinsam mit Zabert entwickelte er die Reihe der Kochbücher mit dem Löffel, deren Titel weltweit über sechs Millionen Mal verkauft wurden. Zu dieser Reihe gehört auch ihr Erstlingswerk Kochen – Die neue große Schule, eines der meistgelesenen Kochbücher, das weltweit mehr als drei Millionen Mal verkauft wurde.
Sandmann gelang es früh, bekannte deutsche Spitzenköche an den Verlag zu binden. Er verlegte unter anderem Koch- und Backbücher von Adolf Andersen, Hans-Jörg Bachmeier, Jo van den Berg, Alfred Biolek, Albert Bouley, Bobby Bräuer, Gérard Depardieu, Thomas Fuchsberger, Steffen Henssler, Alexander Herrmann, Christiane Herzog, Gerd Käfer, Hannelore Kohl, Helmut Krausler, Johann Lafer, Gaston Lenôtre, Nelson Müller, Karl und Rudolf Obauer, Cornelia Poletto, Barbara Rias-Bucher, Rainer Sass, Mario Scheuermann, Alfons Schuhbeck, Karl Ludwig Schweisfurth, Peter Wehlauer, Eckart Witzigmann und Ralf Zacherl sowie zu den Fernsehserien Landfrauenküche und Die Sendung mit der Maus.
Daneben erschienen unter seiner Verlegerschaft Weinbücher von Wolfgang Junglas und Jens Priewe, medizinische Titel von Klaus Diedrich, Werner Franke, Dietrich Grönemeyer, Udo Ludwig, Christa Maar, Johannes Gottfried Mayer, Hans-Wilhelm Müller-Wohlfahrt, Franziska Rubin, Nicola Sautter, Oliver Schmidtlein, Christine Theiss, Petra Thorbrietz, Bernhard Uehleke, Johannes Weingart und Jürgen Zulley sowie Bücher von Boris Becker, Louis Begley, Maximilian Dorner, Ibrahim Evsan, Hildegard Hamm-Brücher, Sven Hannawald, Dana Horáková, Sabine Kuegler und Arno Stern.
2003 wurde Sandmann von der Fachzeitschrift Buchmarkt als Verleger des Jahres ausgezeichnet.
Zwischen 2004 und 2015 kooperierte Friedrich-Karl Sandmann mit dem Verlag seiner Frau Elisabeth (Elisabeth Sandmann Verlag). Beide Verlage teilten sich dasselbe Büro.